# Platinum (album av Creedence Clearwater Revival)
Platinum är ett samlingsalbum med låtar av Creedence Clearwater Revival släppt år 2001.

## Låtlista
Alla låtar är skrivna av John Fogerty om inget annat namn anges.
| 1.           | Green River                                                        | Green River                  | 02:34 |
| 2.           | Fortunate Son                                                      | Willy and the Poor Boys      | 02:21 |
| 3.           | Up Around The Bend                                                 | Cosmo's Factory              | 02:42 |
| 4.           | Bad Moon Rising                                                    | Green River                  | 02:20 |
| 5.           | Porterville                                                        | Creedence Clearwater Revival | 02:22 |
| 6.           | Penthouse Pauper                                                   | Bayou Country                | 03:38 |
| 7.           | Someday Never Comes                                                | Mardi Gras                   | 04:00 |
| 8.           | Long As I Can See The Light                                        | Cosmo's Factory              | 03:33 |
| 9.           | Hey Tonight                                                        | Pendulum                     | 02:43 |
| 10.          | Ramble Tamble                                                      | Cosmo's Factory              | 07:11 |
| 11.          | I Put a Spell on You (Screamin' Jay Hawkins)                       | Creedence Clearwater Revival | 04:32 |
| 12.          | It Came Out Of The Sky                                             | Willy and the Poor Boys      | 02:56 |
| 13.          | Who'll Stop the Rain                                               | Cosmo's Factory              | 02:29 |
| 14.          | Wrote A Song For Everyone                                          | Green River                  | 04:56 |
| 15.          | I Heard It Through The Grapevine (Barrett Strong/Norman Whitfield) | Cosmo's Factory              | 11:08 |
| 16.          | Feelin' Blue                                                       | Willy and the Poor Boys      | 05:07 |
| 17.          | Don't Look Now                                                     | Willy and the Poor Boys      | 02:11 |
| 18.          | Molina                                                             | Pendulum                     | 02:43 |
| 19.          | Sweet Hitch-Hiker                                                  | Mardi Gras                   | 02:55 |
| 20.          | Proud Mary                                                         | Bayou Country                | 03:07 |
| Total längd: | Total längd:                                                       | Total längd:                 | 75:28 |

| 1.           | Run Through The Jungle                                                    | Cosmo's Factory              | 03:04 |
| 2.           | Commotion                                                                 | Green River                  | 02:42 |
| 3.           | Travelin' Band                                                            | Cosmo's Factory              | 02:09 |
| 4.           | Walk On the Water (John Fogerty/Tom Fogerty)                              | Creedence Clearwater Revival | 04:39 |
| 5.           | Pagan Baby                                                                | Pendulum                     | 06:24 |
| 6.           | Good Molly Miss Jolly (Robert Blackwell/John Marascalco)                  | Bayou Country                | 02:44 |
| 7.           | Have You Ever Seen the Rain?                                              | Pendulum                     | 02:40 |
| 8.           | Susie Q (Dale Hawkins)                                                    | Creedence Clearwater Revival | 04:34 |
| 9.           | Lodi                                                                      | Green River                  | 03:13 |
| 10.          | Down On The Corner                                                        | Willy and the Poor Boys      | 02:46 |
| 11.          | (Wish I Could) Hideaway                                                   | Pendulum                     | 03:43 |
| 12.          | Born On The Bayou                                                         | Bayou Country                | 05:15 |
| 13.          | Before You Accuse Me (Bo Diddley)                                         | Cosmo's Factory              | 03:26 |
| 14.          | Cross-Tie Walker                                                          | Green River                  | 03:18 |
| 15.          | Cotton Fields (Leadbelly)                                                 | Willy and the Poor Boys      | 02:57 |
| 16.          | Lookin' For A Reason                                                      | Mardi Gras                   | 03:26 |
| 17.          | The Working Man                                                           | Creedence Clearwater Revival | 03:04 |
| 18.          | Lookin' Out My Backdoor                                                   | Cosmo's Factory              | 02:35 |
| 19.          | The Midnight Special (traditionell)                                       | Willy and the Poor Boys      | 04:11 |
| 20.          | The Night Time Is The Right Time (Napoleon Brown/Ozzie Cadena/Lew Herman) | Green River                  | 03:07 |
| Total längd: | Total längd:                                                              | Total längd:                 | 69:57 |